# Occupation britannique de l'Égypte

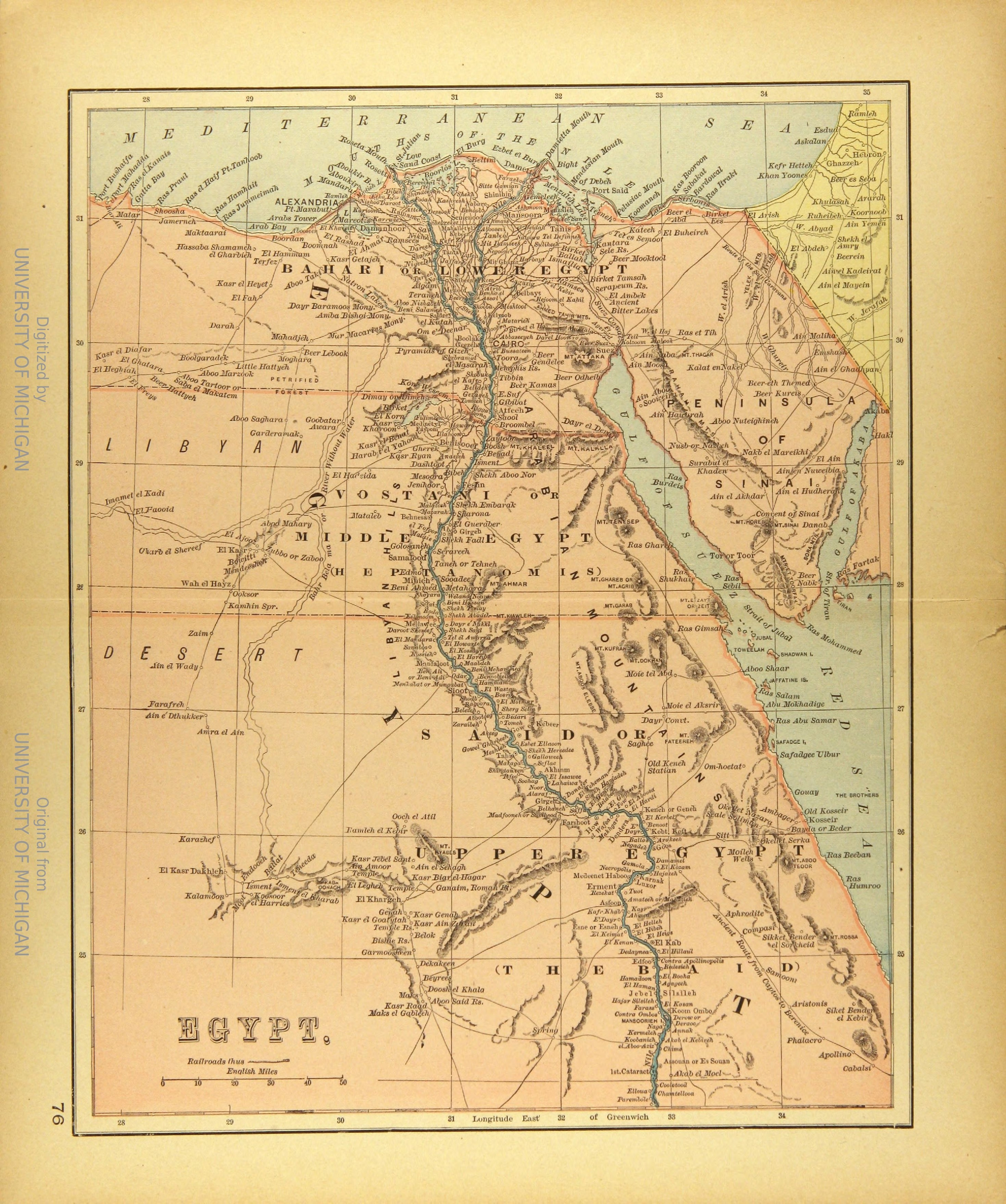
Carte de l'Égypte britannique en 1894.

L'occupation britannique de l'Égypte s'étend de 1882, date à laquelle l'Égypte est envahie par les forces britanniques lors de la guerre anglo-égyptienne, à 1956, après la crise du canal de Suez, lorsque les dernières forces britanniques se retirent conformément à l'accord anglo-égyptien de 1954. La première période de domination britannique (1882-1914) est souvent appelée le « protectorat voilé ». Pendant cette période, le khédivat d'Égypte reste une province autonome de l'Empire ottoman, et l'occupation britannique n'a pas de base juridique mais constitue un protectorat de facto sur le pays. L'Égypte ne fait donc pas partie de l'Empire britannique. Cette situation dure jusqu'en 1914, date à laquelle l'Empire ottoman s'engage dans la Première Guerre mondiale aux côtés des Empires centraux, ce qui pousse la Grande-Bretagne à déclarer un protectorat sur l'Égypte. Le khédive en place, Abbas II Hilmi, est déposé et son successeur, Hussein Kamal, est contraint de se déclarer sultan d'Égypte indépendant des Ottomans en décembre 1914. Pendant le conflit, Les Turcs commandés par Djemal Pacha essayeront de s’emparer du Canal de Suez mais en vain. Les Britanniques repousseront les attaques turques.
Le protectorat officiel sur l'Égypte ne survit que peu de temps à la guerre. Il prend fin lorsque le gouvernement britannique publie la Déclaration unilatérale d'indépendance de l'Égypte le 28 février 1922. Peu après, le sultan Fouad Ier se déclare roi d'Égypte, mais l'occupation britannique se poursuit, conformément à plusieurs clauses de réserve de la déclaration d'indépendance. La situation est normalisée par le traité anglo-égyptien de 1936, qui accorde à la Grande-Bretagne le droit de stationner des troupes en Égypte pour la défense du canal de Suez, son lien avec l'Inde britannique. La Grande-Bretagne contribue également à contrôler l'entraînement de l'armée égyptienne. Pendant la Seconde Guerre mondiale (1939-1945), l'Égypte est attaquée par la Libye italienne en raison de la présence britannique dans ce pays, bien que l'Égypte elle-même soit restée neutre jusqu'à la fin de la guerre. Après la guerre, l'Égypte cherche à modifier le traité, mais celui-ci est abrogé dans son intégralité par un gouvernement anti-britannique en octobre 1951. Après le coup d'État de 1952, les Britanniques acceptent de retirer leurs troupes, ce qu'ils font effectivement en juin 1956. La Grande-Bretagne entre en guerre contre l'Égypte à propos du canal de Suez à la fin de l'année 1956, mais, faute d'un soutien international suffisant, elle est contrainte de faire marche arrière.